# تپه حاج محمدحسین
تپه حاج محمد حسین مربوط به هزاره اول قبل از میلاد است و در شهرستان رامیان، جنوب روستای تاتار علیا به تاتارسفلی واقع شده و این اثر در تاریخ ۳۰ تیر ۱۳۸۴ با شمارهٔ ثبت ۱۲۲۶۲ به‌عنوان یکی از آثار ملی ایران به ثبت رسیده است.